# Cima Dieci (Val Badia)
Cima Dieci (Sas dles Diesc in ladino, Cima Dieci in italiano, Zehner o Zehner Spitze in tedesco), è una montagna delle Dolomiti, nel gruppo delle Dolomiti Orientali di Badia, alta 3.026 m.
Cima Dieci fa parte delle montagne dell'alpe di Fanes piccola, cima principale del Sasso di Santa Croce, ed è situata in linea con le altre due cime principali del gruppo, il monte Cavallo e cima Nove.
L'accesso alla  maestosa montagna avviene dal parco naturale del Fanes partendo dai rifugi Fanes e Lavarella da un versante, e dal Santuario di Santa Croce, situato sopra Pedraces in Badia, percorrendo il sentiero attrezzato numero 7 dall'altro.
Cima Dieci fa inoltre parte del sorprendente gruppo delle Cunturines.